# Municipio de Eckvoll
El municipio de Eckvoll (en inglés: Eckvoll Township) es un municipio ubicado en el condado de Marshall en el estado estadounidense de Minnesota. En el año 2010 tenía una población de 77 habitantes y una densidad poblacional de 0,84 personas por km².

## Geografía
El municipio de Eckvoll se encuentra ubicado en las coordenadas 48°19′26″N 95°47′14″O / 48.32389, -95.78722. Según la Oficina del Censo de los Estados Unidos, el municipio tiene una superficie total de 91.94 km², de la cual 91,94 km² corresponden a tierra firme y (0 %) 0 km² es agua.

## Demografía
Según el censo de 2010, había 77 personas residiendo en el municipio de Eckvoll. La densidad de población era de 0,84 hab./km². De los 77 habitantes, el municipio de Eckvoll estaba compuesto por el 96,1 % blancos, el 1,3 % eran amerindios, el 2,6 % eran asiáticos. Del total de la población el 0 % eran hispanos o latinos de cualquier raza.